# Kościół św. Wojciecha w Maszewie Lubuskim
Kościół pw. Świętego Wojciecha – rzymskokatolicki kościół parafialny należący do parafii pod tym samym wezwaniem dekanat Krosno Odrzańskie diecezji zielonogórsko-gorzowskiej).

## Historia
Jest to świątynia wzniesiona w 1914 roku, zapewne z wykorzystaniem fragmentów murów, wzmiankowanej w literaturze świątyni z XV wieku. Podczas działań wojennych świątynia utraciła oryginalny dach hełmowy wieży, który został wymieniony na dach czterospadowy. W 1946 roku została przejęta przez katolików. Budowla jest murowana (ściany powstały z cegły), wieża do 1/3 wysokości została wzniesiona z ciosów kamiennych. 

## Architektura
Świątynię zbudowano na planie prostokąta, z niższym i węższym prezbiterium zamkniętym ścianą prostą. Narożniki prezbiterium są ujęte skarpami. Od strony zachodniej znajduje się wspomniana wyżej masywna wieża. nawę i prezbiterium są nakryte dachami dwuspadowymi złożonymi z dachówek. Otwory drzwiowe są zamknięte ostrołukowo, posiadają obramienia wykonane z ciosów kamiennych, otwory okienne są zamknięte ostrołukowo i posiadają podziały nawiązujące do okien gotyckich, wieża ma parę biforiów umieszczonych w otynkowanych, ostrołukowych wnękach. 
Wnętrze jednonawowe jest nakryte drewnianym, pozornym sklepieniem kolebkowym, podpartym słupami empor. Nawa jest połączona ostrołukową arkadą z prezbiterium przykrytym sklepieniem krzyżowym.